# امیل روژیه
امیل روژیه (انگلیسی: Emiel Rogiers; ۱۵ مارس ۱۹۲۳ – ۵ دسامبر ۱۹۹۸) دوچرخه‌سوار اهل بلژیک بود.